# Ahnlund
Ahnlund är en släkt från Annefors, Bollnäs kommun. Släktnamnet upptogs av kontraktsprost Olof Ahnlund, som var son till kolaren och landbonden Nils Hansson och Brita Persdotter. 
Olof Ahnlund blev med sin hustru Hilda Svensson far till sju barn, av vilka äldste sonen, Nils Ahnlund, blev en internationellt ansedd historiker, Olof Birger kapten i Fortifikationens reserv, dottern Anna gift med direktören i Stora Kopparbergs bolag Axel Löf, och sonen Martin journalist i Umeå.
Nils Ahnlunds fjärde och yngsta son Knut Ahnlund blev i likhet med sin far invald i Svenska Akademien, men valde 2005 att avgå i protest, vilket dock inte var förenligt med akademiens dåvarande stadgar. Den senares son Mats, utrikeskorrespondent, har bytt namn till Nathan Shachar.
Överläkaren Hans Olof Ahnlund är äldste son till historikern Nils Ahnlund och Lisa Hallberg. Hans Olof gifte sig 1943 med läkaren Ann-Marie Evrell. De fick barnen Gunnar 1944 (far till kompositören Elsa Järpehag), Hans 1946, Bengt 1950, Sven 1955 och Per 1959.
Musikern, sångaren och kompositören Anna Ahnlund är barnbarn till Hans Olof Ahnlund och dotter till Sven Ahnlund.
Lagman Erik Ahnlund var son till Nils Ahnlund.